# Trebnje
Trebnje – miasto w Słowenii, siedziba gminy Trebnje. W 2018 roku liczyło 3809 mieszkańców.
Leży w Dolnej Krainie. Przebiega przez nie autostrada z Zagrzebia do Lublany. Dostęp do sieci kolejowej miasto uzyskało w 1894 roku.
Miejscowa gospodarka oparta jest na przemyśle metalurgicznym i meblarskim.